# Операція «Щит пустелі»
Операція «Щит пустелі» (англ. Operation Desert Shield) — військова операція Багатонаціональних коаліційних сил, складова частина війни в Перській затоці 1990—1991 років. Головною метою операції було створення, перекидання та зосередження визначеного угруповання військ у безпосередній близькості до зони конфлікту, недопущення ескалації іракської агресії на територію Саудівської Аравії й інших країн Перської затоки.
У результаті ретельно спланованої і добре організованої операції «Щит пустелі», що проводилася в чотири етапи з 7 серпня 1990 до 17 січня 1991 року, країни антиіракської коаліції на чолі з США спромоглися в короткі терміни створити потужне угрупування різних видів збройних сил і підготувати його до ведення широкомасштабних воєнних дій.

## Історія

### Передумови
В ніч з 1 на 2 серпня 1990 року, після тривалої політичної та пропагандистської кампанії шантажу і погроз на адресу Кувейту, який звинувачувався в «крадіжці» нафти, що видобувається на його території, і в навмисному завищенні цін на нафту з метою підриву економіки Іраку, збройні сили Іраку вторглися на територію незалежної держави Кувейт. 120-тисячне угрупування іракських військ, подолавши опір 20-тисячної кувейтської армії, до кінця 2 серпня окупувало всю територію Кувейту.
Збройна агресія Іраку проти суверенної держави відразу ж була засуджена світовою громадськістю. 2 серпня Рада Безпеки ООН прийняла резолюцію № 660, у якій засудила іракське вторгнення в Кувейт і зажадала «негайно і без жодних попередніх умов» вивести всі іракські війська з Кувейту. Рада Безпеки ООН закликала сторони розпочати «негайні, інтенсивні переговори для вирішення існуючих між ними розходжень».
6 серпня 1990 року були введені економічні санкції щодо Іраку відповідно до резолюції Ради Безпеки ООН № 661. Для повного припинення морських торгових зв'язків із Іраком 25 серпня 1990 РБ ООН прийняла резолюцію № 665, а 25 вересня 1990 схвалив резолюцію № 670 про введення проти Іраку повітряного ембарго, що передбачає заборону на перевезення в Ірак будь-яких вантажів, крім продуктів харчування і гуманітарної допомоги.
29 листопада 1990 року за пропозицією США РБ ООН прийняв резолюцію № 678, що дозволяла застосування проти Іраку військової сили для звільнення Кувейту. Ліга арабських держав, Західноєвропейський союз, НАТО та Рада співробітництва арабських держав Перської затоки (РСАДПЗ) підтримали рішення про застосування військової сили їх членами на індивідуальній основі.
4-6 серпня 1990 року Президент США Джордж Буш-старший провів консультації з керівниками союзних країн з метою отримання їхньої згоди на об'єднання зусиль у боротьбі проти саддамівського Іраку. На надзвичайній сесії Ради НАТО, що відбулася 10 серпня 1990 року в Брюсселі на рівні міністрів закордонних справ, були схвалені політичні та економічні санкції проти Іраку й підтримані заходи США і Великої Британії з нарощування угруповань ПС і ВМС у зоні Перської затоки.
У ситуації, що склалася, Саудівська Аравія звернулася до США з проханням про введення американських військ на її територію для захисту від можливої агресії Саддама. 6 серпня президент США ухвалив рішення про перекидання в район конфлікту великого контингенту своїх збройних сил.

### Підготовка операції «Щит пустелі»
7 серпня 1990 року американці та їхні союзники розпочали планування операції під кодовою назвою «Щит пустелі». Змістом операції «Щит пустелі» було створення ударного угруповання військ союзників по антиіракської коаліції в районі конфлікту. Головними завданнями визначалося підготовка, передислокація, зосередження і нарощування наземного, повітряного та морського компонентів шляхом перекидання важкого озброєння і бойової техніки, засобів матеріально-технічного забезпечення з'єднань і частин всіх видів збройних сил, а також організація планового постачання військ і сил, розгорнутих у зоні Перської затоки.

### Проведення операції
Операція «Щит пустелі» проводилася в чотири етапи.
На першому етапі, який тривав з 7 по 9 серпня, здійснювалося перекидання на територію Саудівської Аравії сил першого ешелону, що складалися з посиленої бригади 82-ї повітряно-десантної дивізії, двох ескадрилей тактичної авіації (літаки F-15C і D), групи з 5 літаків АВАКС і управління (літаки E-3С АВАКС) і двох команд (по 20 фахівців в кожній) наземних мобільних пунктів супутникового зв'язку. Кораблі 6-го і 7-го флотів США зосереджувалися в Червоному та Аравійському морях, в Оманській та Перській затоках.

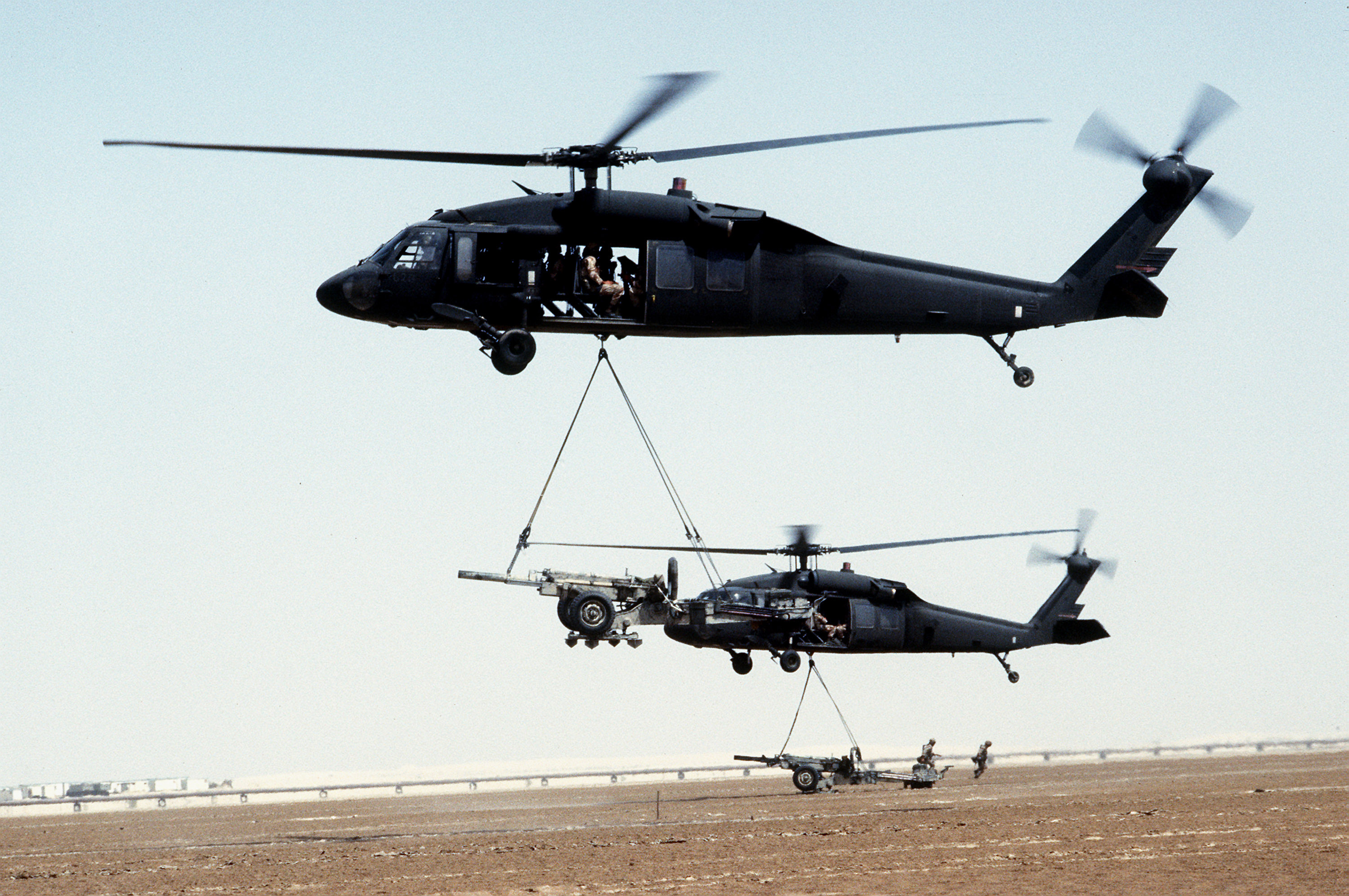
Американські багатоцільові вертольоти UH-60 «Блек Хок» здійснюють перекидання 105-мм гаубиць М102 повітрям. Операція «Щит пустелі». 1990

З 10 по 30 серпня проходив другий етап операції «Щит пустелі»: проводилося інтенсивне перекидання авіації до Саудівської Аравії і продовжувалося посилення АУГ. Різко активізувалися всі види розвідувальної діяльності та встановлено цілодобовий контроль за повітряною обстановкою в районі конфлікту.
З 31 серпня по 7 листопада тривав третій етап, повітрям і морем здійснювалося перекидання в район конфлікту головних сил: 1-ї бронекавалерійської, 2-ї бронетанкової, 24-ї механізованої, 82-ї повітряно-десантної та 101-ї повітряно-штурмової дивізій; 197-ї окремої механізованої бригади та 3-го окремого бронетанкового полку сухопутних військ; 1-ї, 4-ї і 7-ї експедиційних бригад морської піхоти.

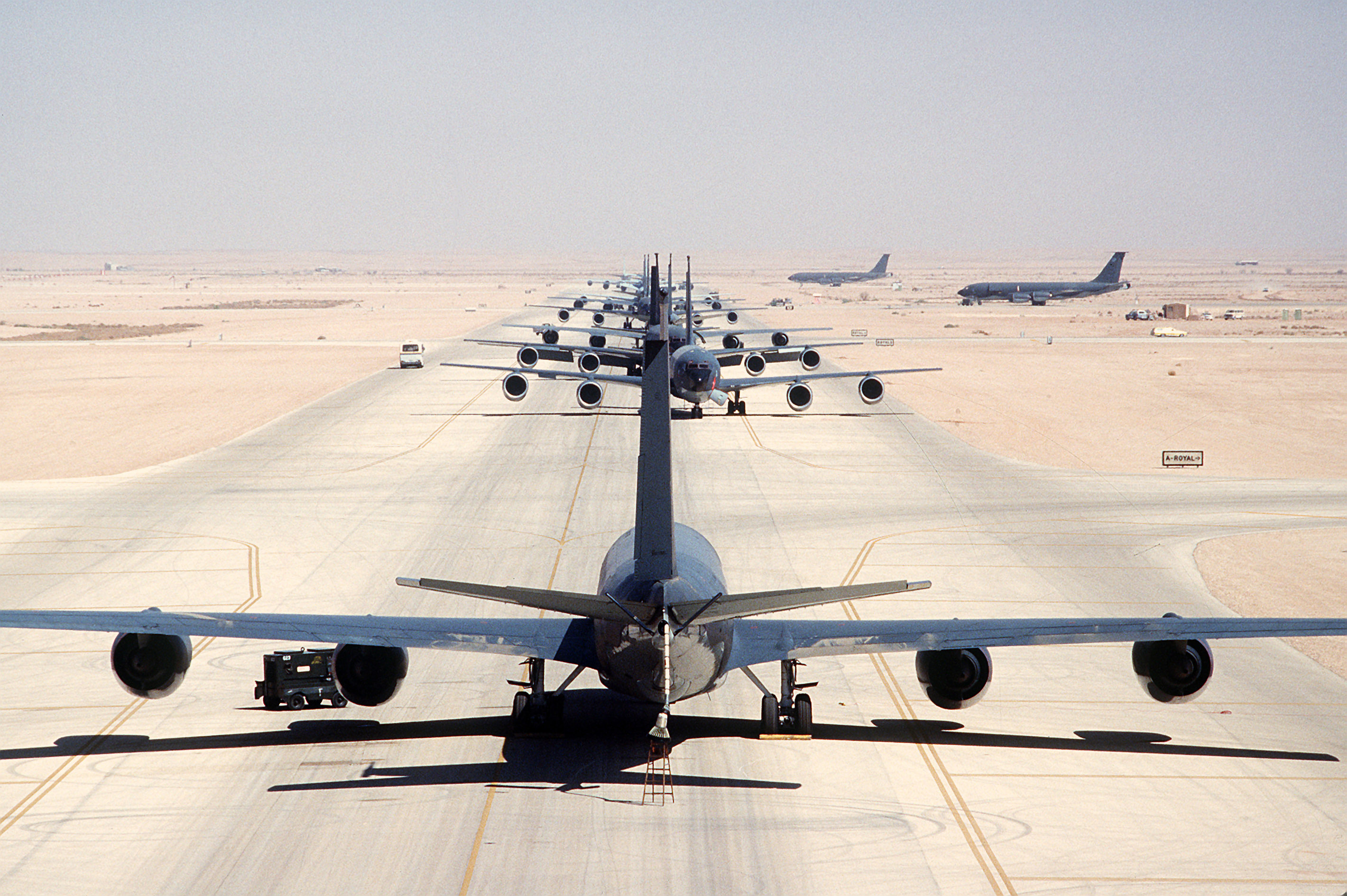
Американські літаки-заправники KC-135 «Стратотанкер» на аеродромній смузі в готовності до зльоту. Операція «Щит пустелі». 1990

Четвертий етап розпочався 8 листопада і тривав до січня 1991 року. У цей час союзники продовжували не тільки нарощувати сили і засоби, а й перекидати на театр воєнних дій паливо, продовольство, медикаменти, запасні частини тощо.
До початку бойових дій союзники створили потужне авіаційне угрупування, в якому налічувалося близько 2 000 бойових літаків, зокрема 82 літаки стратегічної авіації, до 1 240 тактичної, до 470 палубної, більше 200 літаків морської піхоти і АВАКС. Більше 1 тис. літаків тактичної авіації було перекинуто з авіабаз США з проміжними посадками на європейських аеродромах. При протяжності маршрутів перельоту від 12 до 16 тис. км тривалість перельоту однієї ескадрильї становила 15 — 20 годин. При цьому літаки до 12 разів дозаправлялися в повітрі.
Для перевезення військ і вантажів залучалися 269 суден Командування морських перевезень ВМС США і зафрахтовані судна торгових флотів (18 країн надали 50 торгових суден).
До кінця січня 1991 року до району Перської затоки з США і Європи було доставлено на судах близько 7,3 млн тонн військових вантажів, у тому числі 1,5 млн тонн військової техніки, близько 700 тис. тонн нафтопродуктів і до 100 тис. особового складу сухопутних військ і морської піхоти. Морем були доставлені 1 500 вертольотів, 2 100 танків, 1 400 гармат і 990 бойових машин піхоти. Так, вже через тиждень після початку операції «Щит пустелі» на судах в Саудівську Аравію було доставлено 400 основних бойових танків США M60A1. Загалом близько 95 % військових вантажів на театр воєнних дій доставлено морем, у тому числі паливно-мастильні матеріали — повністю.
Значний обсяг військових вантажів доставлявся на театр воєнних дій повітрям. Для цього Повітряні сили США залучили до 80 % парку своєї військово-транспортної авіації (250 літаків C-5 і C-141). За 3500 рейсів на цих літаках доставили 150 тис. осіб і 80 тис. тонн вантажів. Оскільки для перекидання повітрям тільки однієї дивізії з повним комплектом техніки потрібно виконати 1538 рейсів літаками C-141 і 269 рейсів літаками C-5, було вирішено перевозити особовий склад зі штатною зброєю повітрям, а важку бойову техніку — морем. Це деякою мірою зменшило навантаження на транспортну авіацію. Із Західної Європи перекидання військ забезпечували 50 військово-транспортних літаків C-130. Через брак військово-транспортної авіації було мобілізовано і зафрахтоване до 50 транспортних літаків цивільних авіакомпаній США.
Для передислокації сил авіацією використовували до 20 авіабаз. Дозаправлення літаків у повітрі здійснювалося літаками-заправниками KC-10 і KC-135.

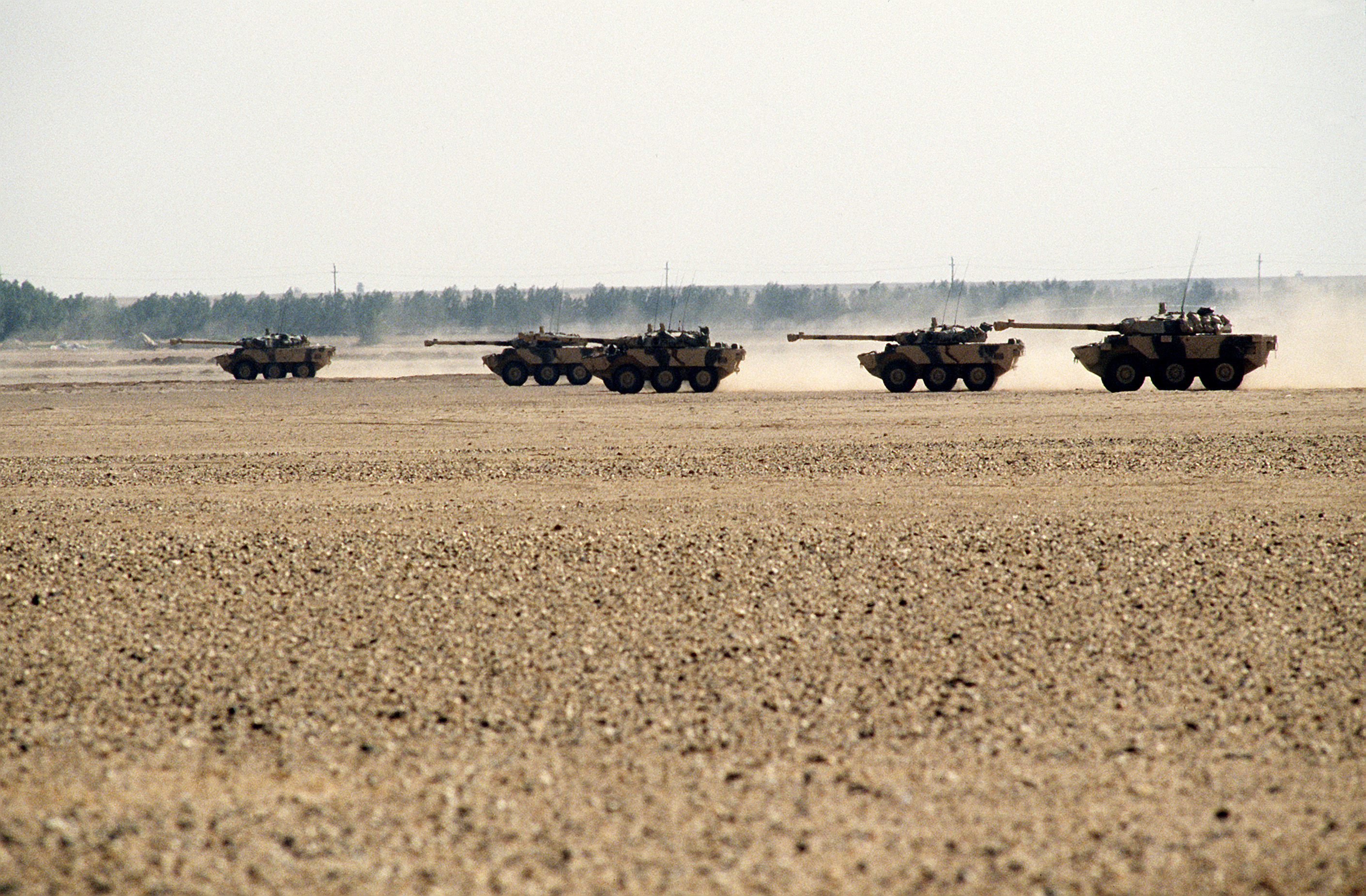
Французькі розвідувальні машини AMX-10 RC на бойовій стрільбі під час підготовки до вторгнення. Операція «Щит пустелі». 1990

Одночасно проводилося зосередження значного угруповання військово-морських сил Коаліції. Розгортання сил флоту в районі конфлікту почалося за 4 доби до ухвалення рішення на проведення операції «Щит пустелі». Ще до початку операції певні військові угруповання та формування почали висування до зони конфлікту.
Станом на 3 серпня в зоні конфлікту в угрупованні сил флоту налічувалося 15 бойових кораблів, у тому числі 6 — в районах Перської та Оманської заток, 2 — у північній частині Аравійського моря (в 300 милях на південний схід від острова Масіра), 7 — в Індійському океані (в 500 милях на південь від острова Цейлон) і 76 бойових літаків. Так, авіаносна ударна група на чолі з авіаносцем «Індепенденс» з авіагрупою CVW-14 на борту несла службу в Індійському океані та 4 серпня першою увійшла в Перську затоку для участі в операції «Щит пустелі».
У листопаді 1990 року на зміну їй прибуло АУГ (атомний авіаносець «Мідвей») зі складу 7-го флоту США, яке перебувала в Оманській і Перській затоках до закінчення воєнних дій. У той же час у зону Перської затоки прибула велика група кораблів зі складу 801-го оперативного з'єднання. Вона складалася з штабного корабля «Ла Саль», крейсера КРЗ, ескадреного міноносця, 4 фрегатів КРЗ і фрегата. На цьому етапі АУГ (атомний авіаносець «Дуайт Ейзенхауер») з 6 кораблями охорони і 4 допоміжними судами перейшла з Середземного моря в Червоне і перебувала там до 24 серпня, доки її на замінила інша авіаносна група.
Одночасно з розгортанням авіаносних ударних сил до району Перської затоки прибували і ракетні ударні групи, ядро яких становили лінійні кораблі «Вісконсін» і «Міссурі» (боєкомплект кожного корабля складався з 32 ракет «Томагавк» і 16 ракет «Гарпун») і десантні сили. 9 серпня з передового пункту базування на острові Дієго-Гарсія в район конфлікту вийшли до 10 суден — складів зброї і військової техніки. Цей загін забезпечення сил швидкого розгортання прибув в Перську затоку 17 серпня і знаходився в районі до закінчення воєнних дій.
1 вересня 1990 року у район Перської затоки прибув штабний корабель «Блу Рідж», на якому було розгорнуто флагманський командний пункт об'єднаних ВМС. Керівництво угрупованням багатонаціональних сил антиіракської коаліції здійснював командувач Об'єднаним командуванням генерал Н. Шварцкопф, угрупуванням Повітряних сил — генерал Ч. Горнер, сухопутних військ — генерал Г. Лан, а ВМС — віце-адмірал Х. Мауз (командувач 7-м оперативним флотом США).

### Підсумок
Таким чином, в результаті ретельно спланованої і добре організованої операції «Щит пустелі» країни антиіракської коаліції на чолі з США спромоглися в короткі терміни створити потужне угрупування різних видів збройних сил і підготувати його до ведення широкомасштабних воєнних дій. Багатонаціональні сили були представлені прямо або побічно 34 країнами і мали у своєму складі понад 700 тис. особового складу, понад 4 тис. танків, понад 3700 гармат польової артилерії і мінометів, близько 2 тис. літаків і до 200 бойових кораблів і допоміжних суден. Близько 80 % цих сил і засобів були американськими. Крім військ США, найбільш значними були угруповання сухопутних військ Великої Британії, Франції, Єгипту та Сирії.
В цілому операція пройшла без значних інцидентів та подій. З технічних причин під час операції розбилося 12 літаків і 13 вертольотів, також один винищувач F-15 був угнаний.